# Jackson (Name)
Jackson ist ein englischer Familienname sowie ein männlicher Vorname.

## Herkunft
Der Name ist eine patronymische Bildung und bedeutet Sohn des Jack.

## Namensträger

### Vorname
- Jackson Edward Betts (1904–1993), US-amerikanischer Politiker
- Jackson Bond (* 1996), US-amerikanischer Schauspieler
- Jackson Browne (* 1948), US-amerikanischer Singer-Songwriter
- Jackson Brundage (* 2001), US-amerikanischer Schauspieler
- Jackson Capel (* 1987), US-amerikanischer Basketballspieler
- Jackson Carlaw (* 1959), schottischer Politiker
- Jackson Caucaia (* 1987), brasilianischer Fußballspieler
- Jackson Chanet (* 1978), französischer Boxer
- Jackson B. Chase (1890–1974), US-amerikanischer Politiker
- Jackson Avelino Coelho (* 1986), brasilianischer Fußballspieler
- Jackson Davies (* 1950), kanadischer Schauspieler
- Jackson DeGovia (* 1941), US-amerikanischer Filmarchitekt
- Jackson Dietrich (* 1996), deutsch-US-amerikanischer Fußballspieler
- Jackson Douglas (* 1969), US-amerikanischer Schauspieler, Regisseur, Produzent und Drehbuchautor
- Jackson de Figueiredo (1891–1928), brasilianischer Rechtsanwalt und Publizist
- Jackson C. Frank (1943–1999), US-amerikanischer Folkmusiker
- Jackson Gillis (1916–2010), US-amerikanischer Drehbuchautor
- Jackson Guice (1961–2025), US-amerikanischer Comiczeichner
- Jackson Haines (1840–1876), US-amerikanischer  Eiskunstläufer
- Jackson P. Hershbell (* 1935), US-amerikanischer Klassischer Philologe und Philosophiehistoriker
- Jackson Hlungwani (1923–2010), südafrikanischer Bildhauer
- Jackson Hurst (* 1979), US-amerikanischer Schauspieler
- Jackson Irvine (* 1993), australischer Fußballspieler
- Jackson Kabiga (* 1976), kenianischer Marathonläufer
- Jackson Kaujeua (1953–2010), namibischer Musiker, Komponist und Gospelsänger
- Jackson Kirwa Kiprono (* 1986), kenianischer Langstreckenläufer
- Jackson Kipkoech Kotut (* 1988), kenianischer Marathonläufer
- Jackson Lago (1934–2011), brasilianischer Mediziner und Politiker
- Jackson Laundry (* 1993), kanadischer Triathlet
- Jackson Mac Low (1922–2004), US-amerikanischer Lyriker und Komponist
- Jackson Makwetta (* 1943), tansanischer Politiker
- Jackson Martínez (* 1986), kolumbianischer Fußballspieler
- Jackson McDonald (* 1956), US-amerikanischer Diplomat
- Jackson Mendy (* 1987), senegalesisch-französischer Fußballspieler
- Jackson Morton (1794–1874), US-amerikanischer Politiker
- Jackson Odell (1997–2018), US-amerikanischer Schauspieler
- Jackson Orr (1832–1926), US-amerikanischer Politiker
- Jackson Pace (* 1999), US-amerikanischer Schauspieler
- Jackson Page (* 2001), walisischer Snookerspieler
- Jackson Penney (* 1969), kanadischer Eishockeyspieler
- Jackson Pollock (1912–1956), US-amerikanischer Maler
- Jackson Porozo (* 2000), ecuadorianischer Fußballspieler
- Jackson Powers-Johnson (* 2003), US-amerikanischer American-Football-Spieler
- Jackson Quiñónez (* 1980), ecuadorianisch-spanischer Leichtathlet
- Jackson Rathbone (* 1984), US-amerikanischer Schauspieler und Musiker
- Jackson Richardson (* 1969), französischer Handballspieler
- Jackson Rodríguez (* 1985), venezolanischer Radrennfahrer
- Jackson Scholz (1897–1986), US-amerikanischer Leichtathlet
- Jackson Whipps Showalter (1860–1935), US-amerikanischer Schachspieler
- Jackson de Souza (* 1990), brasilianischer Fußballspieler
- Jackson Stewart (* 1980), US-amerikanischer Radrennfahrer
- Jackson Toby (1925–2023), US-amerikanischer Soziologe und Kriminologe
- Jackson Valencia (* 1993), kolumbianischer Fußballspieler
- Jackson Wahengo (* 1978), namibischer Musiker
- Jackson Wells (* 1998), neuseeländischer Freestyle-Skier
- Jackson Withrow (* 1993), US-amerikanischer Tennisspieler
- Jackson Woods (* 1993), australischer Boxer

### A
- A. Y. Jackson (1882–1972), kanadischer Landschaftsmaler
- Aaron Jackson (Schauspieler) (* 1973), amerikanischer Schauspieler
- Aaron Jackson (Basketballspieler) (* 1986), amerikanischer Basketballspieler
- Aaron Jackson (Footballspieler) (* 1995), amerikanischer American-Football-Spieler
- Adam Jackson (* 1994), englischer Fußballspieler
- Adoree’ Jackson (* 1995), US-amerikanischer American-Football-Spieler
- Al Jackson, Jr. (1935–1975), US-amerikanischer Schlagzeuger, Musikproduzent und Songwriter
- Al Jackson (Baseballspieler) (1935–2019), US-amerikanischer Baseballspieler
- Alan Jackson (Radsportler) (1933–1974), britischer Radsportler
- Alan Jackson (Fußballspieler) (* 1938), englischer Fußballspieler
- Alan Jackson (Schlagzeuger) (* 1940), britischer Jazzmusiker
- Alan Jackson senior (* 1946 oder 1947), britischer Motorradrennfahrer
- Alan Jackson junior, britischer Motorradrennfahrer
- Alan Jackson (* 1958), US-amerikanischer Country-Musiker
- Albert Bruce Jackson (1876–1947), englischer Botaniker
- Alden Jackson (1810–1877), US-amerikanischer Politiker
- Alex Jackson (1905–1946), schottischer Fußballspieler
- Alfred Metcalf Jackson (1860–1924), US-amerikanischer Politiker
- Ali Jackson (* 1976), US-amerikanischer Jazzmusiker (Schlagzeug)
- Ali Jackson senior (1931–1987), US-amerikanischer Jazzmusiker (Bass)
- Alice Jackson (* 1958), US-amerikanische Sprinterin
- Alison Jackson (Fotografin) (* 1960), britische Fotografin und Videokünstlerin
- Alison Jackson (Radsportlerin) (* 1988), kanadische Radsportlerin
- Alphonso Jackson (* 1945), US-amerikanischer Politiker
- Alvin Jackson (Jazzmusiker) (* 1921), US-amerikanischer Jazzbassist
- Alvin Jackson (Historiker), irischer Geschichtswissenschaftler
- Alvin B. Jackson, US-amerikanischer Politiker
- Ambrose Jackson (1940–2009), US-amerikanischer Jazztrompeter und Komponist
- Amos H. Jackson (1846–1924), US-amerikanischer Politiker
- Amy Jackson (Produzentin), US-amerikanische Filmproduzentin
- Amy Jackson (Fußballspielerin) (* 1987), australische Fußballspielerin
- Amy Jackson (Schauspielerin) (* 1992), britische Schauspielerin und Model
- Andrew Jackson (1767–1845), US-amerikanischer Politiker, Präsident 1829 bis 1837
- Andrew Jackson (Pastor) (1828–1901), schwedisch-US-amerikanischer Pastor
- Andrew Jackson (Fußballspieler) (1856–1930), schottischer Fußballspieler
- Andrew Jackson (Baseballspieler) (1865–1900), US-amerikanischer Baseballspieler
- Andrew Jackson (Tontechniker), britischer Toningenieur
- Andrew Jackson (Schauspieler) (* 1963), kanadischer Schauspieler
- Andrew Jackson (Spezialeffektkünstler), australischer Spezialeffektkünstler
- Andrew D. Jackson (* 1941), US-amerikanischer Physiker
- Angela Jackson (* 1976), US-amerikanische Basketballspielerin
- Anne Jackson (1925–2016), US-amerikanische Schauspielerin
- Anthony Jackson (* 1952), US-amerikanischer Musiker
- Anthony Jackson-Hamel (* 1993), kanadischer Fußballspieler
- Armand Jackson (1917–1985), US-amerikanischer R&B- und Bluesmusiker
- Arnold Jackson (1891–1972), britischer Leichtathlet und Olympiasieger
- Art Jackson (Eishockeyspieler) (Arthur Morris Jackson; 1915–1971), kanadischer Eishockeyspieler
- Art Jackson (1918–2015), US-amerikanischer Sportschütze, siehe Arthur Jackson
- Austin Jackson (Baseballspieler) (* 1987), US-amerikanischer Baseballspieler
- Austin Jackson (Footballspieler) (* 1999), US-amerikanischer American-Football-Spieler

### B
- Barry Jackson (Regisseur) (Barry Vincent Jackson; 1879–1961), englischer Theaterregisseur
- Barry Jackson (Rugbyspieler) (1937–2019), britischer Rugby-Union-Spieler
- Barry Jackson (Schauspieler) (1938–2013),  britischer Schauspieler
- Barry Jackson (Leichtathlet) (Barry Douglas Jackson; * 1941), britischer Sprinter
- Benjamin Daydon Jackson (1846–1927), englischer Botaniker und Bibliograph
- Bernie Jackson (* 1961), US-amerikanischer Sprinter
- Bershawn Jackson (* 1983), US-amerikanischer Leichtathlet
- Betty Cantor-Jackson (* 1948), US-amerikanische Tontechnikerin und Musikproduzentin
- Billy Jackson (Fußballspieler, 1900) (William Kennedy Jackson; 1900–1986), schottischer Fußballspieler
- Billy Jackson (Fußballspieler, 1902) (William Jackson; 1902–1974), englischer Fußballspieler
- Bo Jackson (Sportler) (* 1962), US-amerikanischer Football- und Baseballspieler
- Bo Weavil Jackson, US-amerikanischer Bluessänger und -gitarrist
- Bob Jackson (Fußballspieler, 1896) (1896–1968), englischer Fußballspieler und -trainer
- Bob Jackson (Fußballspieler, 1915) (1915–1991), englischer Fußballspieler
- Bob Jackson (Fußballspieler, 1934) (* 1934), englischer Fußballspieler
- Bob Jackson (Schwimmer) (* 1957), US-amerikanischer Schwimmer
- Bob Jackson (Rennfahrer), britischer Motorradrennfahrer
- Bob Jackson (Musiker), US-amerikanischer Musiker
- Bobby Jackson (* 1973), US-amerikanischer Basketballspieler
- Brandon T. Jackson (* 1984), US-amerikanischer Schauspieler und Komiker
- Brendan Jackson (1935–1998), britischer Offizier der Luftstreitkräfte des Vereinigten Königreichs
- Brian Jackson (Fußballspieler, 1933) (1933–2020), englischer Fußballspieler
- Brian Jackson (Fußballspieler, 1936) (1936–1992), englischer Fußballspieler
- Brian Jackson (Musiker) (* 1952), US-amerikanischer Jazzmusiker
- Brian Jackson (Rennfahrer), britischer Rennfahrer
- Brittany Jackson (* 1983), US-amerikanische Basketballspielerin
- Bruce Jackson (* 1936), US-amerikanischer Kulturwissenschaftler, Fotograf und Folklorist
- Bull Moose Jackson (1919–1989), US-amerikanischer Tenorsaxophonist
- Busher Jackson (1911–1966), kanadischer Eishockeyspieler

### C
- Calvin Jackson (1919–1985), US-amerikanischer Pianist und Komponist
- Cameron Jackson (* 1951), kanadischer Politiker, siehe Cam Jackson
- Cameron Jackson (Pornodarsteller) (* 1986), tschechischer Pornodarsteller
- Cameron Jackson (Basketballspieler) (* 1996), US-amerikanischer Basketballspieler
- Cameron Borthwick-Jackson (* 1997), englischer Fußballspieler
- Carl Newell Jackson (1875–1946), US-amerikanischer Altphilologe
- Caroline Jackson (* 1946), britische Politikerin
- Chad Jackson (* 1985), US-amerikanischer American-Football-Spieler
- Charles Jackson (1797–1876), US-amerikanischer Politiker
- Charles Douglas Jackson (1902–1964), US-amerikanischer Publizist
- Charles Loring Jackson (1847–1935), US-amerikanischer Chemiker
- Charles R. Jackson (Charles Reginald Jackson; 1903–1968), US-amerikanischer Schriftsteller
- Charles Thomas Jackson (1805–1880), US-amerikanischer Mediziner, Chemiker und Geologe
- Chase Jackson (* 1994), US-amerikanische Kugelstoßerin
- Chevalier Jackson (1865–1958), US-amerikanischer Mediziner
- Cheyenne Jackson (* 1975), US-amerikanischer Schauspieler und Sänger
- Chip Jackson (* 1950), US-amerikanischer Jazz-Bassist
- Chris Jackson (Fußballspieler, 1970) (* 1970), neuseeländischer Fußballspieler
- Chris Jackson (Fußballspieler, 1973) (* 1973), schottischer Fußballspieler
- Chris Jackson (Fußballspieler, 1976) (* 1976), englischer Fußballspieler
- Chris Wayne Jackson (* 1969), US-amerikanischer Basketballspieler, siehe Mahmoud Abdul-Rauf
- Christina Jackson (* 1987), US-amerikanische Schauspielerin
- Christine E. Jackson (* 1936), britische Autorin und Biografin
- Christine Jackson (Cellistin) (1962–2016), britisch-australische Cellistin
- Christopher Jackson (Politiker) (* 1935), britischer Politiker
- Christopher Jackson (Musiker) (1948–2015), kanadischer Organist und Chorleiter
- Christopher Jackson (Schauspieler, 1960) (1960–2013), US-amerikanischer Schauspieler
- Christopher Jackson (Schauspieler, 1975) (Christopher Neal Jackson; * 1975), US-amerikanischer Schauspieler, Musiker und Komponist
- Christopher Jackson (Fußballspieler, 1981) (* 1981), jamaikanischer Fußballspieler
- Christopher Jackson (Fußballspieler, 1991) (* 1991), liberianischer Fußballspieler
- Chubby Jackson (1918–2003), US-amerikanischer Jazz-Bassist
- Chuck Jackson (1937–2023), US-amerikanischer Sänger
- Claiborne Fox Jackson (1806–1862), US-amerikanischer Politiker
- Cliff Jackson (1902–1970), US-amerikanischer Jazzmusiker
- Clinton Jackson (* 1954), US-amerikanischer Boxer
- Colin Jackson (* 1967), britischer Leichtathlet
- Colin Jackson (Fußballspieler) (1946–2015), schottischer Fußballspieler
- Conor Jackson (* 1982), US-amerikanischer Baseballspieler
- Conrad Feger Jackson (1813–1862), US-amerikanischer Brigadegeneral der Nordstaaten
- Cordell Jackson (1923–2004), US-amerikanische Musikerin, Schauspielerin und Labelbetreiberin
- Curtis James Jackson III, eigentlicher Name von 50 Cent (* 1975), US-amerikanischer Rapper
- Cyril V. Jackson (1903–1988), südafrikanischer Astronom

### D
- D. D. Jackson (Musiker) (* 1967), kanadischer Jazzpianist
- Daniel Jackson (Musiker) (1937–2014), US-amerikanischer Jazzmusiker
- Daniel Jackson (Holzbildhauer) (1938–1995), US-amerikanischer Holzbildhauer
- Daniel Jackson (Informatiker) (* 1963), US-amerikanischer Informatiker
- Daniel Jackson (Footballspieler) (* 2002), US-amerikanischer American-Football-Spieler
- Daphne Jackson (1936–1991), britische Kernphysikerin und erste britische Physikprofessorin
- Darren Jackson (* 1966), schottischer Fußballspieler
- David Jackson (Politiker) (1747–1801), US-amerikanischer Politiker
- David Jackson (Schauspieler) (1934–2005), britischer Schauspieler
- David Jackson (Bassist), US-amerikanischer Kontrabassist
- David Jackson (Musiker) (* 1947), britischer Saxophonist
- David Jackson (Boxer, 1949) (* 1949), ugandischer Boxer
- David Jackson (Boxer, 1955) (* 1955), neuseeländischer Boxer
- David Jackson (Boxer, 1976) (* 1976), US-amerikanischer Boxer
- David Jackson (Regisseur), Regisseur
- David Jackson (Basketballspieler) (* 1986), US-amerikanischer Basketballspieler
- David Jackson (Pokerspieler) (* 1987), US-amerikanischer Pokerspieler
- David E. Jackson (1785/1790–1837), US-amerikanischer Trapper und Pelzhändler
- David Paul Jackson (* 1951), US-amerikanischer Tibetologe
- David S. Jackson (1813–1872), US-amerikanischer Politiker
- Dee D. Jackson (* 1954), britische Sängerin
- Deon Jackson (1946–2014), US-amerikanischer Rhythm-and-Blues-Sänger
- Derek Jackson (1906–1982), britischer Physiker
- DeSean Jackson (* 1986), US-amerikanischer Footballspieler
- Dewey Jackson (1900–1994), US-amerikanischer Jazz-Trompeter und Bandleader
- Dexter Jackson (Bodybuilder) (The Blade; * 1969), US-amerikanischer Bodybuilder
- Dexter Jackson (Footballspieler, 1977) (* 1977), US-amerikanischer American-Football-Spieler
- Dexter Jackson (Footballspieler, 1986) (* 1986), US-amerikanischer American-Football-Spieler
- Dexter Jackson (Footballspieler, 1988) (* 1988), US-amerikanischer Arena-Football-Spieler
- D’Marco Jackson (* 1998), US-amerikanischer American-Football-Spieler
- Dominik Jackson (* 1984), britischer Rennfahrer
- Dominique Jackson (* 1975), US-amerikanische Schauspielerin, Model und Autorin
- Don Jackson (Eishockeyspieler) (* 1956), US-amerikanischer Eishockeyspieler und -trainer
- Don D. Jackson (1920–1968), US-amerikanischer Psychotherapeut
- Donald Jackson (Historiker), US-amerikanischer Historiker
- Donald Jackson (Bogenschütze) (1932–2009), kanadischer Bogenschütze
- Donald Jackson (Eiskunstläufer) (* 1940), kanadischer Eiskunstläufer
- Donald L. Jackson (1910–1981), US-amerikanischer Politiker
- Donovan Jackson (* 2002), US-amerikanischer American-Football-Spieler
- Donte Jackson (* 1995), US-amerikanischer American-Football-Spieler
- Douglas Jackson (* 1938), kanadischer Filmregisseur, Filmproduzent und Drehbuchautor
- Drake Jackson (* 2001), US-amerikanischer American-Football-Spieler
- Duffy Jackson (1953–2021), US-amerikanischer Jazzmusiker
- Dugald C. Jackson (1865–1951), US-amerikanischer Elektroingenieur und Erfinder
- Dunham Jackson (1888–1946), US-amerikanischer Mathematiker

### E
- E. B. Jackson (1879–1947), US-amerikanischer Politiker
- Earnest Jackson (* 1959), US-amerikanischer Footballspieler
- Ebenezer Jackson (1796–1874), US-amerikanischer Politiker
- Ed Jackson (Musiker), US-amerikanischer Saxophonist
- Ed Jackson (Rugbyspieler) (* 1988), Rugby-Union-Spieler
- Eddie Jackson (1926–2002), US-amerikanischer Country- und Rockabilly-Sänger
- Eddie Jackson (Footballspieler) (* 1993), US-amerikanischer American-Football-Spieler
- Eduardo Chapero-Jackson (* 1971), spanischer Filmregisseur
- Edward Jackson (Fotograf) (1885–1967), US-amerikanischer Fotograf
- Edward Jackson (Diplomat) (1925–2002), britischer Diplomat
- Edward B. Jackson (1793–1826), US-amerikanischer Politiker
- Edward L. Jackson (1873–1954), US-amerikanischer Politiker
- Edward St John Jackson (1886–1961), britischer Kolonialrichter und Administrator
- Edwin Jackson (* 1989), US-amerikanischer Baseballspieler
- Elaine Dagg-Jackson, kanadische Curlerin
- Elihu Jackson (1837–1907), US-amerikanischer Politiker
- Emma Jackson (* 1991), australische Triathletin, siehe Emma Box
- Erin Jackson (* 1992), US-amerikanische Inline-Speedskaterin und Eisschnellläuferin
- Ernest Jackson (1914–1996), englischer Fußballspieler
- Esther Cooper Jackson (1917–2022), amerikanische Bürgerrechtsaktivistin und Sozialarbeiterin
- Ezekiel Jackson (* 1978), guyanischer Wrestler

### F
- Felix Jackson (vorher Felix Joachimson; 1902–1992), deutsch-US-amerikanischer Drehbuchautor und Filmproduzent
- Fox Jackson-Keen (* 1995), britischer Theater- und Filmschauspieler, Musicaldarsteller, Sänger und Tänzer
- Francis Ernest Jackson (1872–1945), britischer Maler, Zeichner, Plakatdesigner und Lithograf
- Frank Cameron Jackson (* 1943), australischer Philosoph
- Frank D. Jackson (1854–1938), US-amerikanischer Politiker
- Franz Jackson (1912–2008), US-amerikanischer Jazzmusiker (Altsaxophonist, Klarinettist und auch Flötist)
- Fred Jackson (* 1929), US-amerikanischer Jazz-Saxophonist
- Fred Jackson, Jr. (* um 1945), US-amerikanischer Jazz-Saxophonist und Flötist
- Fred S. Jackson (1868–1931), US-amerikanischer Politiker
- Fred Jackson (Footballspieler) (* 1981), US-amerikanischer Footballspieler
- Freda Jackson (1907–1990), britische Schauspielerin
- Freddie Jackson (* 1956), US-amerikanischer Soul-Sänger
- Frederick Jackson (Politiker), US-amerikanischer Politiker (Rhode Island)
- Frederick George Jackson (1860–1938), britischer Polarforscher
- Frederick John Jackson (1859–1929), britischer Weltreisender und Ornithologe

### G
- Gemma Jackson (* 1951), britische Szenenbildnerin und Produktionsdesignerin
- Gene Jackson (* 1961), US-amerikanischer Jazz-Schlagzeuger
- Geoffrey James Jackson (1929–1986), kanadischer Bauingenieur
- George Jackson (Politiker) (1757–1831), US-amerikanischer Politiker (Virginia)
- George Jackson (Botaniker) (1790–1811), britischer Botaniker
- George Jackson (Schachspieler) (1834–1919), kanadischer Schachspieler
- George Jackson, 2. Baron Allerton (1867–1925)
- George Jackson, 3. Baron Allerton (1903–1991)
- George Jackson (Aktivist) (1941–1971), US-amerikanischer Aktivist
- George Jackson (Komponist) (1945–2013), US-amerikanischer Komponist und Sänger
- George Jackson (Filmproduzent) (1958–2000), US-amerikanischer Filmproduzent
- George Jackson (Radsportler) (* 2000), neuseeländischer Radsportler
- George Gee Jackson (1920–2020), US-amerikanischer Mediziner
- George K. Jackson (1745–1822), US-amerikanischer Komponist
- Gildart Jackson, US-amerikanischer Schauspieler
- Glen Jackson (* 1975), neuseeländischer Rugby-Union-Spieler und -Schiedsrichter
- Glenda Jackson (1936–2023), britische Schauspielerin und Politikerin
- Gordon Jackson (1923–1990), schottischer Schauspieler
- Gordon Jackson (Geschäftsmann) (1924–1991), australischer Geschäftsmann
- Gordon Jackson (Politiker) (* 1946), schottischer Politiker
- Grace Jackson (* 1961), jamaikanische Sprinterin
- Graeme Jackson (1921–2010), schottischer Rugby-Union-Spieler
- Graham Jackson (1967–2012), Generalmusikdirektor der Stadt Mönchengladbach
- Greg Jackson (1952–2012), US-amerikanischer Basketballspieler
- Gregory Jackson (* 1971), US-amerikanischer Wirtschaftswissenschaftler

### H
- Hal Jackson (1915–2012), US-amerikanischer Radio- und Fernsehmoderator
- Hancock Lee Jackson (1796–1876), US-amerikanischer Politiker
- Harry Jackson (Politiker) (1873–1951), australischer Politiker
- Harry Jackson (Kameramann) (1896–1953), US-amerikanischer Kameramann
- Harry Jackson (Radsportler) (* 1941), britischer Radsportler
- Harry C. Jackson (1915–2000), US-amerikanischer Politiker
- Hartley H. T. Jackson (1881–1976), US-amerikanischer Mammaloge
- Heather Jackson (* 1984), US-amerikanische Triathletin
- Heather Jackson (Archäologin), klassische Archäologin
- Helen Hunt Jackson (1830–1885), US-amerikanische Autorin
- Hendrik Jackson (* 1971), deutscher Schriftsteller
- Henry Jackson (Politiker) (1811–1857), US-amerikanischer Geschäftsmann und Politiker
- Henry Jackson (Altphilologe) (1839–1921), britischer Altphilologe
- Henry Bradwardine Jackson (1855–1929), britischer Admiral
- Henry Jackson (Mediziner, 1858) (1858–1940), US-amerikanischer Mediziner
- Henry Jackson (Mediziner, 1892) (1892–1968), US-amerikanischer Mediziner
- Henry Jackson (Leichtathlet) (* 1947), jamaikanischer Weitspringer, Dreispringer, Hürdenläufer und Hochspringer
- Henry Jackson, 1. Baronet (1875–1937), britischer Politiker
- Henry M. Jackson (1912–1983), US-amerikanischer Politiker
- Henry Moore Jackson (1849–1908), britischer Kolonialgouverneur
- Henry Jackson (1957–2014), ein Mitglied der Sugarhill Gang
- Herbert Spencer Jackson (1883–1951), US-amerikanischer Mykologe und Hochschullehrer
- Hollister Jackson (1875–1927), US-amerikanischer Anwalt und Politiker
- Honoré Jackson (1861–1952), kanadischer Rebell
- Horace Jackson (1898–1952), US-amerikanischer Art Director und Drehbuchautor
- Horatio Nelson Jackson (1872–1955), US-amerikanischer Automobil-Pionier
- Howard Jackson (Komponist) (1900–1966), US-amerikanischer Filmkomponist
- Howard Jackson (1951–2006), US-amerikanischer Boxer, Karate-Kämpfer und Kickboxer
- Howell Edmunds Jackson (1832–1895), US-amerikanischer Jurist und Politiker
- Hughlings Jackson, siehe John Hughlings Jackson

### J
- J. C. Jackson (Jerald Christopher Jackson; * 1995), US-amerikanischer American-Football-Spieler
- J. J. Jackson (Jerome Louis Jackson; * 1942), amerikanisch-britischer Soul- und R&B-Sänger, Arrangeur und Songwriter
- Jaafar Jackson (* 1996), US-amerikanischer Sänger, Tänzer und Schauspieler
- Jabez Young Jackson (1790–??), US-amerikanischer Politiker
- Jackie Jackson (* 1951), US-amerikanischer Sänger und Musiker
- Jacob B. Jackson (1829–1893), US-amerikanischer Politiker
- Jamea Jackson (* 1986), US-amerikanische Tennisspielerin
- James Jackson (Politiker, 1757) (1757–1806), US-amerikanischer Politiker, Gouverneur von Georgia
- James Jackson (Mediziner) (1777–1867), US-amerikanischer Arzt und Hochschullehrer
- James Jackson (Politiker, 1819) (1819–1887), US-amerikanischer Politiker (Georgia)
- James Jackson (Schachspieler) (* 1991), englischer Schachspieler
- James Jackson (Volleyballspieler), kanadischer Volleyballspieler
- James A. Jackson (* 1954), englischer Geologe
- James Caleb Jackson (1811–1895), US-amerikanischer Farmer und Nahrungsforscher
- James F. Jackson (* um 1956), pensionierter Generalleutnant der US Air Force
- James M. Jackson (1825–1901), US-amerikanischer Politiker
- James Streshly Jackson (1823–1862), US-amerikanischer Politiker und Armeeoffizier
- James S. Jackson (1944–2020), US-amerikanischer Sozialpsychologe
- Janet Jackson (* 1966), US-amerikanische Sängerin
- Jaren Jackson senior (Jaren Walter Jackson; * 1967), US-amerikanischer Basketballspieler
- Jaren Jackson junior (Jaren Walter Jackson; * 1999), US-amerikanischer Basketballspieler
- Javon Jackson (* 1965), US-amerikanischer Jazzmusiker

- Jeff Jackson (Eishockeytrainer) (Jeffrey L. Jackson; * 1955), US-amerikanischer Eishockeytrainer
- Jeff Jackson (Eishockeyspieler) (* 1965), kanadischer Eishockeyspieler und -funktionär
- Jeff Jackson (Leichtathlet) (* 1974), Leichtathlet von den Amerikanischen Jungferninseln
- Jeff Jackson (Politiker) (* 1982), US-amerikanischer Politiker
- Jennifer Jackson (Model) (* 1945), US-amerikanisches Model
- Jennifer Jackson (Eisschnellläuferin) (1952–2015), kanadische Eisschnellläuferin
- Jennifer Jackson (Radsportlerin) (* 1995), kanadische Radsportlerin und Skiläuferin
- Jennifer Jackson (Tennisspielerin) (* 2006), US-amerikanische Tennisspielerin
- Jeremy Jackson (* 1980), US-amerikanischer Schauspieler und Sänger
- Jeremy Jackson (Eishockeyspieler) (* 1982), kanadischer Eishockeyspieler
- Jeremy B. C. Jackson (Jeremy Bradford Cook Jackson; * 1942), US-amerikanischer Paläontologe, Meeresbiologe und Ökologe
- Jermaine Jackson (* 1954), US-amerikanischer Sänger
- Jermaine Jackson (Basketballspieler) (* 1976), US-amerikanischer Basketballspieler
- Jermaine Jackson (Footballspieler, 1982) (* 1982), US-amerikanischer Canadian-Football-Spieler
- Jermaine Jackson (Footballspieler, 2000) (* 2000), US-amerikanischer American-Football-Spieler
- Jesse Jackson (* 1941), US-amerikanischer Bürgerrechtler
- Jesse Jackson junior (* 1965), US-amerikanischer Politiker
- Jill Jackson (Sängerin, 1942) (* 1942), US-amerikanische Sängerin, Teil des US-amerikanischen Gesangsduos Paul & Paula
- Jill Jackson, Pseudonym von Kay Parker (1944–2022), britische Schauspielerin und Pornodarstellerin
- Jill Jackson (Sängerin, 1979) (* 1979), schottische Sängerin und Songschreiberin
- Jim Jackson (Musiker) (1884/1890–1937), US-amerikanischer Musiker
- Jim Jackson (Eishockeyspieler, 1960) (* 1960), kanadischer Eishockeyspieler
- Jim Jackson (Moderator) (* 1963), US-amerikanischer Sportmoderator
- Jim Jackson (Basketballspieler) (* 1970), US-amerikanischer Basketballspieler
- Jim Jackson (Eishockeyspieler, 1980) (* 1980), US-amerikanischer Eishockeyspieler
- Jimmy Jackson (Fußballspieler, 1875) (1875–??), schottischer Fußballspieler
- Jimmy Jackson (Fußballspieler, 1899) (1899–1977), englischer Fußballspieler
- Jimmy Jackson (Rennfahrer) (1910–1984), US-amerikanischen Rennfahrer
- Jimmy Jackson (Fußballspieler, 1921) (1921–2002), schottischer Fußballspieler
- Jimmy Jackson (Fußballspieler, 1924) (1924–??), schottischer Fußballspieler
- Jimmy Jackson (Fußballspieler, 1931) (1931–2013), schottischer Fußballspieler
- Jimmy Jackson (Fußballspieler, 1933) (1933–2012), englischer Fußballspieler
- Jimmy Jackson (Musiker), US-amerikanischer Keyboarder
- Jimmy Jackson (Ringer) (1956–2008), US-amerikanischer Ringer
- Joanne Jackson (* 1986), britische Schwimmerin

- Joe Jackson (* 1954), englischer Musiker
- Joseph Walter "Joe" Jackson (1928–2018), US-amerikanischer Musikmanager, siehe Joseph Jackson
- Joe Jackson (Footballspieler) (* 1950), US-amerikanischer American-Football-Spieler
- Joe Jackson (Footballspieler, 1996) (* 1996), US-amerikanischer American-Football-Spieler
- Joel Jackson (* 1991), australischer Schauspieler
- Johanna Jackson (* 1985), britische Geherin
- John Jackson (Boxer, 1769) (Gentleman; 1769–1845), britischer Boxer
- John Jackson (Gouverneur), britischer Kolonialgouverneur
- John Jackson (Bischof) (1811–1886), britischer Geistlicher, Bischof von Lincoln und von London
- John Jackson (Altphilologe) (1881–1952), britischer Altphilologe
- John Jackson (Sportschütze) (1885–1971), US-amerikanischer Sportschütze
- John Jackson (Astronom) (1887–1958), schottischer Astronom
- John Jackson (Fußballspieler, 1893) (1893–1971), schottischer Fußballspieler
- John Jackson (Fußballspieler, 1905) (1905–1965), schottischer Fußballtorwart
- John Jackson (Jazzmusiker) (um 1910–1984), US-amerikanischer Jazzmusiker
- John Jackson (Bluesmusiker) (1924–2002), US-amerikanischer Bluesmusiker
- John Jackson (Leichtathlet) (* 1941), britischer Leichtathlet
- John Jackson (Fußballspieler, 1942) (1942–2022), englischer Fußballtorwart
- John Jackson (Unternehmer), US-amerikanischer Rennstallbesitzer
- John Jackson (Footballspieler, 1965) (* 1965), US-amerikanischer American-Football-Spieler
- John Jackson, bekannt als Fabolous (* 1977), US-amerikanischer Rapper
- John Jackson (Bobfahrer) (* 1977), britischer Bobfahrer
- John Jackson (Snowboarder) (* 1983), US-amerikanischer Snowboarder
- John Jackson (Boxer, 1989) (Dah Rock; * 1989), Boxer von den Amerikanischen Jungferninseln
- John Jackson (Hacker) (* 1994/1995), US-amerikanischer Sicherheitsforscher
- John Jackson (Footballspieler, 1999) (* 1999), US-amerikanischer American-Football-Spieler
- John Adams Jackson (1825–1878), US-amerikanischer Bildhauer
- John B. Jackson (1862–1920), US-amerikanischer Diplomat
- John David Jackson (Physiker) (1925–2016), kanadisch-US-amerikanischer Physiker
- John David Jackson (Boxer) (* 1963), US-amerikanischer Boxer
- John-David Jackson (Basketballspieler) (J. D. Jackson; * 1969), kanadischer Basketballspieler und -trainer
- John E. Jackson (Literaturwissenschaftler) (John Edwin Jackson; * 1945), britisch-schweizerischer Literaturwissenschaftler, Lyriker und Übersetzer
- John E. Jackson (Maskenbildner), US-amerikanischer Maskenbildner und Spezialeffektkünstler
- John George Jackson (1777–1825), US-amerikanischer Politiker
- John H. Jackson (1932–2015), US-amerikanischer Jurist
- John Hughlings Jackson (1835–1911), englischer Neurologe
- John Jay Jackson senior (1800–1877), US-amerikanischer Offizier, Jurist und Politiker
- John Jay Jackson junior (1824–1907), US-amerikanischer Jurist und Richter
- John M. Jackson (* 1950), US-amerikanischer Schauspieler
- Jonathan Jackson (* 1982), US-amerikanischer Schauspieler, Musiker und Songwriter
- Jonathan Jackson (Politiker, 1743) (1743–1810), US-amerikanischer Politiker
- Jonathan Jackson (Politiker, 1966) (* 1966), US-amerikanischer Politiker
- Jonathan Jackson (Attentäter) (1953–1970), US-amerikanischer Attentäter, Bruder von George Jackson
- Johnny Jackson (1969–2008), mexikanisch-US-amerikanischer Musikproduzent
- Jonah Jackson (* 1997), US-amerikanischer American-Football-Spieler
- Jordan Jackson (* 1990), US-amerikanische Fußballspielerin
- Joseph Jackson (Joe Jackson; 1928–2018), US-amerikanischer Manager, Produzent und Vater der Jackson-Familie
- Joseph Jackson (Sportschütze) (1880–1960), US-amerikanischer Sportschütze
- Joseph Jackson (Drehbuchautor) (1894–1932), US-amerikanischer Drehbuchautor
- Joseph Jackson (Leichtathlet) (1904–1981), französischer Sprinter
- Joseph Jackson, bekannt als Ranking Joe (* 1959), jamaikanischer Musiker
- Joseph H. Jackson (1900–1990), US-amerikanischer Geistlicher
- Joseph Jefferson Jackson, bekannt als Shoeless Joe Jackson (1887–1951), US-amerikanischer Baseballspieler
- Joseph Webber Jackson (1796–1854), US-amerikanischer Politiker und Jurist
- Josh Jackson (* 1997), US-amerikanischer Basketballspieler
- Joshua Jackson (* 1978), US-amerikanischer Schauspieler
- Julian Jackson (Geograph) (1790–1853), britischer Geograph
- Julian Jackson (Boxer) (* 1960), US-amerikanischer Boxer
- Julian T. Jackson (* 1954), britischer Historiker und Hochschullehrer
- June Jackson Christmas (1924–2023), US-amerikanische Psychiaterin
- Justin Jackson (Fußballspieler) (* 1974), englischer Fußballspieler
- Justin Jackson (Basketballspieler) (* 1995), US-amerikanischer Basketballspieler

### K
- Kate Jackson (* 1948), US-amerikanische Schauspielerin
- Katherine Jackson (* 1930), Mutter der Jackson-Familie
- Katie Jackson (* 1996), neuseeländische Schauspielerin
- Keefe Jackson, US-amerikanischer Jazz- und Improvisationsmusiker
- Keith Alexander Jackson (1798–1843), britischer Offizier
- Kenneth A. Jackson (1930–2022), US-amerikanischer Physiker
- Kenneth H. Jackson (1909–1991), britischer Linguist
- Ketanji Brown Jackson (* 1970), US-amerikanische Juristin
- Kevin Jackson (* 1964), US-amerikanischer Ringer
- Khyree Jackson (1999–2024), US-amerikanischer American-Football-Spieler
- Kim Jackson (* 1965), irische Sängerin

### L
- La Toya Jackson (* 1956), US-amerikanische Sängerin
- Lachlan Jackson (* 1995), australischer Fußballspieler
- Lamar Jackson (* 1997), US-amerikanischer American-Football-Spieler
- Larry Jackson (1931–1990), US-amerikanischer Baseballspieler
- Lauren Jackson (* 1981), australische Basketballspielerin
- Laurence Jackson (1900–1984), schottischer Curler
- Lawrence Jackson (Ruderer) (1907–1937), neuseeländischer Ruderer
- Lawrence Jackson (Footballspieler) (1907–1937), US-amerikanischer American-Football-Spieler
- Lee Jackson (Bluesmusiker) (1921–1979), US-amerikanischer Bluesgitarrist und Bassist
- Lee Jackson (Bassist) (* 1943), britischer Bassist
- Lee Jackson (Komponist) (* 1963), US-amerikanischer Komponist für Computerspiele
- Lee Jackson (Rugbyspieler) (* 1969), englischer Rugby-League-Spieler
- Lee Jackson (Rennfahrer) (* 1995), britischer Motorradrennfahrer
- Lee-Steve Jackson (* 1980), britischer Biathlet

- Len Jackson (Fußballspieler, 1922) (Leonard Wilfred Jackson; 1922–1990), englischer Fußballspieler
- Len Jackson (Fußballspieler, 1923) (Leonard Jackson; 1923–1968), englischer Fußballspieler
- Len Jackson (Radsportler)  ( ? ), britischer Radrennfahrer
- Leon Jackson (* 1988), britischer Popsänger
- Leroy Jackson (Bassist) († 1985), US-amerikanischer Jazz-Bassist
- Leroy Jackson (Footballspieler) (* 1939), US-amerikanischer Footballspieler
- Leroy Jackson (Schlagzeuger), US-amerikanischer Jazz-Schlagzeuger
- Les Jackson (* 1952), kanadischer Eishockeyspieler
- Lilian Jackson Braun (1913–2011), US-amerikanische Schriftstellerin
- Lily Jackson (* 1998), US-amerikanische Schauspielerin
- Linda Jackson (Radsportlerin) (* 1958), kanadische Radrennfahrerin und Radsportfunktionärin
- Linda Jackson (Managerin) (* 1959), britische Industriemanagerin
- Lisa Jackson (Autorin) (* 1951), US-amerikanische Autorin
- Lisa Jackson (Regisseurin),  kanadische Filmemacherin und Produzentin
- Lisa P. Jackson (* 1962), US-amerikanische Chemieingenieurin und Politikerin
- Little Willie Jackson (1912–1998), US-amerikanischer R&B-Musiker
- Lucious Jackson (1941–2022), US-amerikanischer Basketballspieler
- Luke Jackson (Basketballspieler) (* 1981), US-amerikanischer Basketballspieler
- Luke Jackson (Boxer) (* 1985), australischer Boxer
- Luther Porter Jackson (1892–1950), US-amerikanischer Historiker und Bürgerrechtler
- Lynna Irby-Jackson (* 1998), US-amerikanische Sprinterin

### M
- Mahalia Jackson (1911–1972), US-amerikanische Sängerin
- Malik Jackson (* 1990), US-amerikanischer American-Football-Spieler
- Marc Jackson (Basketballspieler) (* 1975), US-amerikanischer Basketballspieler
- Marc Evan Jackson (* 1970), US-amerikanischer Schauspieler und Comedian
- Marjorie Jackson-Nelson (* 1931), australische Leichtathletin und Gouverneurin von South Australia
- Mark Jackson (Basketballspieler) (* 1965), US-amerikanischer Basketballspieler
- Mark Jackson (Leichtathlet) (* 1969), kanadischer Hürdenläufer und Sprinter
- Mark Jackson (Fußballspieler) (* 1977), englischer Fußballspieler und -trainer
- Mark Jackson (Shorttracker) (* 1980), neuseeländischer Shorttrack-Läufer
- Mark Jackson (Schauspieler), britischer Schauspieler
- Markus Jackson (* 1978), deutscher Basketballtrainer
- Marlin Jackson (* 1983), US-amerikanischer Footballspieler
- Marlon Jackson (* 1957), US-amerikanischer Musiker
- Marvin Jackson (1936–2022), US-amerikanischer Rockabilly und Country-Musiker
- Mary Jackson (Schauspielerin) (1910–2005), US-amerikanische Schauspielerin
- Mary Jackson (Ingenieurin) (1921–2005), US-amerikanische Luft- und Raumfahrtingenieurin
- Mary Ann Jackson (1923–2003), US-amerikanische Schauspielerin
- Matt Jackson, Ringname des US-amerikanischen Wrestlers Matthew Massie, siehe The Young Bucks
- Matt Jackson (Fußballspieler) (* 1971), englischer Fußballspieler
- Matthew Jackson (* 1962), US-amerikanisch Wirtschaftswissenschaftler und Hochschullehrer
- Maybelle Jackson, US-amerikanische Songwriterin
- Maynard Jackson (1938–2003), US-amerikanischer Politiker
- Melvin Jackson († 2014), US-amerikanischer Bluesmusiker
- Melvin Jackson (Footballspieler) (* 1954), US-amerikanischer American-Football-Spieler
- Michael Jackson (General) (1734–1801), US-amerikanischer General
- Michael Jackson (Hörfunkmoderator) (1934–2022), US-amerikanischer Hörfunkmoderator und Schauspieler
- Michael Jackson (Autor) (1942–2007), britischer Autor und Getränkeverkoster
- Michael Jackson (Bischof) (* 1956), nordirischer Geistlicher, Erzbischof von Dublin
- Michael Jackson (1958–2009), US-amerikanischer Sänger und Entertainer
- Michael Jackson (* 1963), brasilianische Fußballspielerin, siehe Mariléia dos Santos
- Michael Jackson (Basketballspieler) (* 1964), US-amerikanischer Basketballspieler
- Michael Jackson (Rugbyspieler) (* 1969), englischer Rugby-League-Spieler
- Michael Jackson (Fußballspieler, 1973) (* 1973), englischer Fußballspieler und -trainer
- Michael Jackson (Fußballspieler, 1980) (* 1980), englischer Fußballspieler
- Michael Anthony Jackson (* 1936), britischer Informatiker
- Michael Gregory Jackson (auch Michael Gregory; * 1953), US-amerikanischer Jazzmusiker
- Michael Woodrow Jackson (* 1978), bekannt als Oh No, US-amerikanischer Rapper und Musikproduzent
- Mick Jackson (* 1943), britischer Regisseur
- Mike Jackson (Musiker) (1888–1945), US-amerikanischer Pianist und Songwriter
- Mike Jackson (General) (1944–2024), britischer General
- Milauna Jackson (* 1976), US-amerikanische Schauspielerin
- Millie Jackson (* 1944), US-amerikanische R&B-Singer-Songwriterin
- Milt Jackson (1923–1999), US-amerikanischer Vibraphonist
- Monica Jackson (1920–2020), schottische Bergsteigerin
- Myles W. Jackson (* 1964), US-amerikanischer Wissenschaftshistoriker

### N
- Nancy B. Jackson (1956–2022), US-amerikanische Chemikerin und Hochschullehrerin
- Neil Jackson (* 1976), englischer Schauspieler und Drehbuchautor
- Nell Jackson (1929–1988), US-amerikanische Sprinterin
- Nick Jackson, Ringname des US-amerikanischen Wrestlers Nicholas Massie, siehe The Young Bucks
- Nicola Jackson (* 1984), britische Schwimmerin
- Nicolas Jackson (* 2001), senegalesischer Fußballspieler
- Noah Jackson (* 1988), US-amerikanischer Jazzmusiker

### O
- Oliver Jackson (1933–1994), US-amerikanischer Jazzmusiker
- Oliver Jackson-Cohen (* 1986), britischer Schauspieler und Model
- Olivia Jackson (* 1983), Schauspielerin und Stuntfrau
- Oscar Lawrence Jackson (1840–1920), US-amerikanischer Politiker
- O’Shea Jackson, bekannt als Ice Cube (* 1969), US-amerikanischer Rapper, Drehbuchautor, Produzent und Schauspieler
- O’Shea Jackson junior (* 1991), US-amerikanischer Rapper und Schauspieler
- Otis Jackson Jr.(* 1973), US-amerikanischer Hip-Hop-DJ, Produzent und MC, siehe Madlib

### P
- Paddy Jackson (* 1992), irischer Rugby-Union-Spieler
- Papa Charlie Jackson (1890–1938), US-amerikanischer Blues-Musiker
- Paris Jackson (* 1998), US-amerikanische Schauspielerin, Model, Sängerin und Aktivistin
- Pat Jackson (1916–2011), britischer Film- und Fernseh-Regisseur
- Patricia Jackson (* 1958), US-amerikanische Sprinterin
- Paul Jackson (1947–2021), US-amerikanischer Jazz-Bassist
- Paul Jackson Jr. (* 1959), amerikanischer Komponist, Arrangeur, Produzent und Gitarrist im Bereich Fusion/Urban Jazz
- Paula Jackson (* 1986), britische Bobfahrerin
- Peter Jackson (Boxer) (1861–1901), britischer Boxer
- Peter Jackson (Fußballspieler, 1904) (1904–1986), englischer Fußballspieler und -trainer
- Peter Jackson (Ichthyologe) (1923–2007), südafrikanischer Ichthyologe
- Peter Jackson (Naturschützer) (* 1926), britischer Journalist, Fotograf und Naturschützer
- Peter Jackson (Politiker) (1928–2020), britischer Politiker, Soziologe und Hochschullehrer
- Peter Jackson (Rugbyspieler, 1930) (1930–2004), englischer Rugby-Union-Spieler
- Peter Jackson (Fußballspieler, 1937) (1937–1991), englischer Fußballspieler
- Peter Jackson (Segler) (* 1945), Segler der Amerikanischen Jungferninseln
- Peter Jackson (Informatiker) (1949–2011), britischer Informatiker
- Peter Jackson (Geograph) (* 1955), britischer Geograph
- Peter Jackson (* 1961), neuseeländischer Filmregisseur, Produzent, Drehbuchautor und Schauspieler
- Peter Jackson (Fußballspieler, 1961) (* 1961), englischer Fußballspieler und -trainer
- Peter Jackson (Rugbyspieler, 1964) (1964–1997), australischer Rugby-League-Spieler
- Peter Jackson (Tischtennisspieler) (* 1964), neuseeländischer Tischtennisspieler
- Peter Herbert Jackson (1912–1983), britischer Ruderer
- Philip Jackson (Landvermesser) (1802–1879), britischer Offizier und Landvermesser
- Philip Jackson (Bildhauer) (* 1944), schottischer Bildhauer
- Philip Jackson (* 1945), US-amerikanischer Basketballtrainer, siehe Phil Jackson
- Philip Jackson (Schauspieler) (* 1948), britischer Schauspieler
- Philip Jackson (Regisseur)
- Preston Jackson (1902–1983), US-amerikanischer Jazz-Posaunist

### Q
- Quentin Jackson (1909–1976), US-amerikanischer Jazz-Posaunist
- Quinton Jackson (* 1978; bekannt als Rampage Jackson), US-amerikanischer Mixed-Martial-Arts-Kämpfer und Schauspieler

### R
- Rachel Jackson (1767–1828), US-amerikanische First Lady
- Randy Jackson (* 1953), kanadischer Sprinter, siehe Ronald Jackson (Leichtathlet)
- Randy Jackson (Gitarrist) (* 1955), US-amerikanischer Gitarrist und Sänger
- Randy Jackson (Musiker, 1956) (Randall Darius Jackson; * 1956), US-amerikanischer Bassist, Sänger und Produzent
- Randy Jackson (Musiker, 1961) (Steven Randall Jackson; * 1961), US-amerikanischer Sänger, Mitglied der Jackson Five
- Randy Joe Jackson (1948–2010), US-amerikanischer American-Football-Spieler
- Randall Belford Jackson (* 1944), US-amerikanischer American-Football-Spieler
- Ransom Joseph Jackson (* 1926), US-amerikanischer Baseballspieler
- Rathbone Jackson (* 1984), US-amerikanischer Schauspieler und Musiker
- Raven Jackson, US-amerikanische Filmemacherin, Lyrikerin und Fotografin
- Raymond Allen Jackson (1927–1997), britischer Karikaturist
- Rebbie Jackson (* 1950), US-amerikanische Sängerin und Musikerin
- Reggie Jackson (Baseballspieler) (Reginald Martinez Jackson; * 1946), US-amerikanischer Baseballspieler
- Reggie Jackson (Musiker), US-amerikanischer Jazz-Schlagzeuger
- Reggie Jackson (Basketballspieler, 1973) (* 1973), US-amerikanischer Basketballspieler
- Reggie Jackson (Basketballspieler, 1990) (Reginald Shon Jackson; * 1990), US-amerikanischer Basketballspieler
- Reginald Jackson (Politiker) († 1969), australischer Politiker
- Reginald Jackson (Bischof) (* 1954), US-amerikanischer Geistlicher, Bischof der African Methodist Episcopal Church
- Rex Jackson (1928–2011), australischer Politiker
- Rich Jackson (* 1941), US-amerikanischer American-Football-Spieler
- Richard Jackson junior (1764–1838), US-amerikanischer Politiker
- Richard Jackson (Fußballspieler, 1900) (1900–1981), englischer Fußballspieler
- Richard Jackson (Fußballspieler, 1932) (* 1932), englischer Fußballspieler
- Richard Jackson (Unternehmer) (1937–2010), US-amerikanischer Motorsportunternehmer
- Richard Jackson (Künstler) (* 1939), US-amerikanischer zeitgenössischer Künstler
- Richard Jackson (Bischof) (* 1961), britischer Bischof
- Richard Jackson (Musikproduzent), Musikproduzent
- Richard Jackson (Filmproduzent), Filmproduzent und Drehbuchautor
- Richard Jackson (Fußballspieler, 1980) (* 1980), englischer Fußballspieler
- Richard Jackson (Schauspieler, 1955) (* 1955), amerikanischer Schauspieler
- Richard H. Jackson (1866–1971), US-amerikanischer Admiral
- Richard Stephens Jackson (1850–1938), britischer Politiker
- Rickea Jackson (* 2001), US-amerikanische Basketballspielerin
- Rickey Jackson (* 1958), US-amerikanischer American-Football-Spieler
- Robert Jackson (Basketballspieler) (* 1978), US-amerikanischer Basketballspieler
- Robert Jackson (Footballspieler) (* 1968), US-amerikanischer American-Football-Spieler
- Robert Earl Jackson (* 1949), US-amerikanischer Astronom
- Robert H. Jackson (1892–1954), US-amerikanischer Jurist
- Robert H. Jackson (Fotograf) (* 1934), US-amerikanischer Fotograf
- Robert Porter Jackson (* 1956), US-amerikanischer Diplomat und Botschafter
- Robert Tracy Jackson (1861–1948), US-amerikanischer Paläontologe
- Roger Jackson (* 1942), kanadischer Ruderer und Hochschullehrer
- Roger Jackson (Synchronsprecher) (* 1958), US-amerikanischer Synchronsprecher
- Ronald Jackson (Sänger) (1919/1920–2002), australischer Opernsänger (Bariton)
- Ronald Jackson (Leichtathlet) (* 1953), kanadischer Sprinter
- Ronald Shannon Jackson (1940–2013), US-amerikanischer Jazzmusiker und Komponist
- Ronny Jackson (* 1967), US-amerikanischer Arzt und Konteradmiral
- Ruaridh Jackson (* 1988), schottischer Rugby-Union-Spieler
- Rudy Jackson (1901–1968), US-amerikanischer Jazzklarinettist und -saxophonist

### S
- Sam Peter Jackson (* 1978), britisch-deutscher Dramatiker
- Samuel D. Jackson (1895–1951), US-amerikanischer Politiker
- Samuel L. Jackson (* 1948), US-amerikanischer Schauspieler
- Sanders Jackson (* 1967), US-amerikanisch-niederländischer Basketballspieler
- Saoirse-Monica Jackson (* 1993), nordirische Schauspielerin
- Sarah Jackson (Künstlerin) (1924–2004), kanadische Bildhauerin, Malerin und Grafikerin
- Sarah Jackson (Fußballspielerin) (* 1991), US-amerikanische Fußballspielerin
- Sarah Jackson (Windsurferin) (* 1998), britische Windsurferin
- Sarah Yorke Jackson (1805–1887), US-amerikanische First Lady
- Sasha Jackson (* 1988), britische Schauspielerin
- Sean Jackson (* 1978), US-amerikanisch-britischer Basketballspieler
- Selmer Jackson (1888–1971), US-amerikanischer Schauspieler
- Shantol Jackson (* 1992), jamaikanische Schauspielerin
- Shar Jackson (* 1976), US-amerikanische Schauspielerin und Rapperin
- Shawn Jackson (* 2000), US-amerikanischer Tennisspieler
- Sheila Jackson Lee (1950–2024), US-amerikanische Politikerin
- Shelley Jackson (* 1963), US-amerikanische Schriftstellerin und Künstlerin
- Shericka Jackson (* 1994), jamaikanische Sprinterin
- Sherry Jackson (* 1942), US-amerikanische Schauspielerin
- Shirley Jackson (1916–1965), US-amerikanische Schriftstellerin
- Shirley Ann Jackson (* 1946), US-amerikanische Physikerin
- Simeon Jackson (* 1987), jamaikanisch-kanadischer Fußballspieler
- Simon Jackson (* 1972), britischer Radsportler und Judoka
- Skai Jackson (* 2002), US-amerikanische Kinderdarstellerin
- Skeeter Jackson (* 1956), US-amerikanisch-französischer Basketballspieler
- Stacyian Jackson (* 1989), niederländische Schauspielerin
- Stefon Jackson (* 1985), US-amerikanischer Basketballspieler
- Stephen Jackson (* 1978), US-amerikanischer Basketballspieler
- Stephen Philip Jackson (* 1962), britischer Molekularbiologe
- Steve Jackson (Unternehmer, 1951) (* 1951), englischer Spiele-Unternehmer
- Steve Jackson (Unternehmer, 1953) (* 1953), US-amerikanischer Spiele-Erfinder und Unternehmer
- Steve Jackson (Rugbyspieler) (* 1965), australischer Rugby-League-Spieler
- Steven Jackson (* 1983), US-amerikanischer American-Football-Spieler
- Stonewall Jackson (1824–1863), US-amerikanischer General, siehe Thomas Jonathan Jackson
- Stonewall Jackson (Musiker) (1932–2021), US-amerikanischer Sänger und Songwriter
- Sylvia Jackson (Kanutin) (* 1945), britische Kanutin
- Sylvia Jackson (Politikerin) (1946–2022), schottische Politikerin

### T
- Taj Jackson (* 1973), US-amerikanischer Sänger, Musiker und Regisseur
- Tarvaris Jackson (1983–2020), US-amerikanischer American-Football-Spieler
- Taryll Jackson (* 1975), US-amerikanischer Sänger und Musiker
- Theo Jackson (* 1986), britischer Jazzsänger, Komponist und Pianist
- Thomas Jackson (Theologe) (1578–1640), britischer Theologe
- Thomas Jackson, 1. Baronet (1841–1915), irischer Finanzmanager
- Thomas Jackson (Offizier) (1868–1945), britischer Offizier der Royal Navy
- Thomas Jackson (Fußballspieler, 1876) (1876–1954), englischer Fußballspieler
- Thomas Jackson (Fußballspieler, 1878) (1878–1916), schottischer Fußballspieler
- Thomas B. Jackson (1797–1881), US-amerikanischer Politiker
- Thomas E. Jackson (auch Tommy Jackson, Tom Jackson; 1886–1967), US-amerikanischer Schauspieler
- Thomas Jobson Jackson (1820–1894), britischer Architekt und Maler
- Thomas Jonathan Jackson (genannt Stonewall; 1824–1863), US-amerikanischer General
- Tiffany Jackson-Jones (1985–2022), US-amerikanische Basketballspielerin
- Tim Jackson (Wirtschaftswissenschaftler) (* 1957), britischer Wirtschaftswissenschaftler und Hochschullehrer
- Tim Jackson (Leichtathlet) (* 1969), australischer Leichtathlet
- Tito Jackson (1953–2024), US-amerikanischer Sänger
- TJ Jackson (* 1978), US-amerikanischer Sänger und Musiker
- Todd James Jackson (* 1979), US-amerikanischer Schauspieler
- Tom Jackson (* 1948), kanadischer Schauspieler und Sänger
- Tommy Jackson (Fußballspieler, 1897) (1897–1973), englischer Fußballspieler
- Tommy Jackson (Boxer) (1931–1982), US-amerikanischer Boxer
- Tommy Jackson (Fußballspieler, 1946) (* 1946), nordirischer Fußballspieler und -trainer
- Tony Jackson (1876–1920), US-amerikanischer Pianist, Sänger und Komponist
- Tracey Jackson (* 1958), US-amerikanische Drehbuch- und Sachbuchautorin
- Trachette Jackson (* 1972), US-amerikanische Mathematikerin und Hochschullehrerin
- Travis Jackson (1903–1987), US-amerikanischer Baseballspieler
- Trevor Jackson (* 1996), US-amerikanischer Schauspieler, Sänger und Tänzer
- Trina Jackson (* 1977), US-amerikanische Schwimmerin
- Tyson Jackson (* 1986), US-amerikanischer Footballspieler

### V
- Vicki C. Jackson (* 1951), US-amerikanische Rechtswissenschaftlerin
- Victoria Jackson (* 1959), US-amerikanische Schauspielerin
- Vincent Jackson, irischer Politiker
- Vincent Edward Jackson (* 1962), US-amerikanischer Football- und Baseballspieler – siehe Bo Jackson (Sportler)

### W
- Walter Jackson (Fußballspieler) (* 1870), englischer Fußballspieler
- Walter Jackson (Eishockeyspieler) (1908–1982), britisch-kanadischer Eishockeyspieler
- Walter Jackson (Sänger) (1938–1983), US-amerikanischer Soulsänger
- Walter Jesse Jackson (1870–1958), englischer Rugbyspieler
- Joseph Walter „Joe“ Jackson (1928–2018), US-amerikanischer Manager
- Wanda Jackson (* 1937), US-amerikanische Sängerin
- Wayne Jackson (Instrumentalist) (Wayne Lamar Jackson; 1941–2016), US-amerikanischer Jazztrompeter
- Wayne Jackson (Snookerspieler), kanadischer Snookerspieler
- Wayne Jackson (Sänger) (* 1971), britischer Sänger, Songwriter, Produzent und Gitarrist
- Werner Jackson (1904–1984), deutscher Künstler
- Wes Jackson (* 1936), US-amerikanischer Biologe
- Wilfrid Edward Francis Jackson (1883–1971), britischer Kolonialgouverneur
- Wilfred Jackson (1906–1988), US-amerikanischer Zeichentrickregisseur
- Willem Jackson (* 1972), südafrikanischer Fußballspieler
- William Jackson (Komponist) (1730–1803), britischer Komponist
- William Jackson (Bischof) (1751–1816), britischer Geistlicher, Bischof von Oxford
- William Jackson (Sekretär) (1759–1828), US-amerikanischer Jurist
- William Jackson (Politiker, 1783) (1783–1855), US-amerikanischer Politiker (Massachusetts)
- William Jackson (Leichtathlet), britischer Langstreckenläufer
- William Jackson, 1. Baron Allerton (1840–1917), britischer Politiker
- William Jackson (Ingenieur) (1848–1910), US-amerikanischer Bauingenieur
- William Jackson (Politiker, 1858) (1858–1938), kanadischer Politiker
- William Jackson (Fußballspieler) (1876–1954), walisischer Fußballspieler
- William Jackson (Mobster) (Action; † 1961), US-amerikanischer Mobster
- William Jackson (General), britischer General, Gouverneur von Gibraltar
- William Jackson III (* 1992), US-amerikanischer American-Football-Spieler
- William Harding Jackson (1901–1971), US-amerikanischer Politiker
- William Henry Jackson (1843–1942), US-amerikanischer Fotograf, Maler und Abenteurer
- William Henry Jackson, eigentlicher Name von Honoré Jackson (1861–1952), kanadischer Journalist und Rebell
- William Humphreys Jackson (1839–1915), US-amerikanischer Politiker
- William Kilgour Jackson (1871–1955), schottischer Curler
- William Lowther Jackson (1825–1890), US-amerikanischer Jurist, Politiker und Offizier
- William Purnell Jackson (1868–1939), US-amerikanischer Politiker
- William S. Jackson (William Schuyler Jackson; † 1932), US-amerikanischer Jurist und Politiker
- William Terry Jackson (1794–1882), US-amerikanischer Politiker
- Willie Jackson (Sänger, um 1896) (New Orleans Willie Jackson; 1896/1897–nach 1928), US-amerikanischer Sänger
- Willie Jackson (Sänger, 1935) (Willie Clyde Jackson; 1935–2015), US-amerikanischer Sänger
- Willie Jackson (Politiker) (William Wakatere Jackson; * 1960), neuseeländischer Politiker (New Zealand Labour Party)
- Willie Jackson (Footballspieler) (Willie Bernard Jackson Jr.; * 1971), US-amerikanischer American-Football-Spieler
- Willie E. Jackson Jr. (1912–1998), US-amerikanischer Musiker, siehe Little Willie Jackson
- Willis Jackson, Baron Jackson of Burnley (1904–1970), britischer Elektroingenieur
- Willis Jackson (1928–1987), US-amerikanischer Jazzmusiker
- Wilton Jackson (* 1935), Leichtathlet aus Trinidad und Tobago

### Y
- Yasha Jackson, schottische Schauspielerin

### Z
- Zach Jackson (* 1983), US-amerikanischer Baseballspieler

### Romanfigur
- Percy Jackson, Romanfigur des US-amerikanischen Autors Rick Riordan